# Orage lointain
Pour plus de détails, voir Fiche technique et Distribution.
Orage lointain (遠雷, Enrai) est un film dramatique japonais réalisé par Kichitarō Negishi et sorti en 1981.

## Fiche technique
- Titre original : 遠雷 (Enrai?)
- Titre français : Orage lointain[1]
- Titre français alternatif : Tonnerre lointain[2]
- Réalisation : Kichitarō Negishi
- Scénario : Haruhiko Arai (ja), d'après un roman de Wahei Tatematsu
- Photographie : Shōhei Andō (ja)
- Montage : Akira Suzuki (ja)
- Musique : Takayuki Inoue
- Décors : Hiroshi Tokuda
- Son : Kimio Tobita
- Producteurs : Hiromi Higuchi, Yutaka Okada, Shiro Sasaki et Shosuke Taga
- Sociétés de production : Art Theatre Guild, New Century Producers et Nikkatsu
- Pays de production :  Japon
- Langue : japonais
- Format : couleur — 1,37:1 — Format 35 mm — son mono
- Genre : drame
- Durée : 135 minutes[3]
- Date de sortie :
  - Japon : 24 octobre 1981[3]

## Distribution
- Toshiyuki Nagashima : Mitsuo Wada
- Johnny Ohkura : Hirotsugu Nakamori
- Eri Ishida : Ayako Hanamori
- Rie Yokoyama : Kaede
- Casey Takamine : le père de Mitsuo
- Reiko Nanao : la mère de Mitsuo
- Sen Hara : la grand-mère de Mitsuo
- Yumiko Fujita : Chii
- Keizō Kanie : le mari de Kaede
- Akira Takahashi : le père de Ayako
- Shōko Sakamaki : la mère de Ayako
- Akemi Negishi : la mère de Hirotsugu
- Leo Morimoto : Tetsuo Wada
- Eri Kanuma : Toshie Wada
- Jun Etō : employé de bureau